# Armstrong Whitworth F.K.3
L'Armstrong Whitworth F.K.3 "Little Ack" fu un aereo militare multiruolo monomotore biposto dalla velatura biplana sviluppato dal dipartimento aeronautico dell'azienda britannica Armstrong Whitworth negli anni dieci del XX secolo.
Derivato dal Royal Aircraft Factory B.E.2c e destinato come il modello da cui derivava a ricoprire vari ruoli nel Royal Flying Corps, la componente aerea del British Army (esercito britannico), benché adottato durante la prima guerra mondiale non venne mai utilizzato né in prima linea né in operazioni belliche.

## Storia del progetto
Nel 1913 il War Office, dipartimento del Governo britannico responsabile dell'amministrazione del British Army, invitò la Sir W G Armstrong Whitworth & Co Ltd ad avviare la produzione di velivoli e motori aeronautici per equipaggiare i propri reparti dell'esercito. Decisa a cogliere questa opportunità l'azienda creò un apposito dipartimento per lo sviluppo del settore e nel 1914 assunse il progettista olandese Frederick Koolhoven, già ingegnere capo della British Deperdussin, assegnandogli la direzione dell'ufficio di progettazione.
Al suo arrivo nell'azienda, gli stabilimenti di Gosforth stavano producendo il multiruolo Royal Aircraft Factory B.E.2c progettato da Geoffrey de Havilland, velivolo di grande successo e prodotto da oltre venti aziende aeronautiche britanniche del periodo. Benché risultasse un modello particolarmente apprezzato dai vertici del British Army, Koolhoven decise di applicarsi allo studio del progetto originale concludendo che era inutilmente complicato in fase di costruzione e che era possibile svilupparne un modello derivato in grado di svolgere lo stesso servizio con prestazioni comparabili, ma con un risparmio in termini di costi e tempi di produzione.
Proposto al War Office e nonostante la fiducia riposta nel B.E.2c le autorità acconsentirono l'avvio del suo sviluppo che, attraverso l'F.K.2 realizzato dall'agosto 1915, si concretizzò nell'F.K.3.
L'F.K.2, equipaggiato con un motore V8 Renault 70 hp raffreddato ad aria, venne portato in volo per la prima volta da Norman Spratt. Il modello differiva dal B.E.2 per l'eliminazione dei giunti saldati ed altri componenti complessi in metallo dalla struttura e per il sensibile angolo di diedro adottato dall'ala superiore, mentre manteneva la disposizione dei componenti dell'equipaggio, posti in due abitacoli in tandem, aperti e separati, dove l'osservatore sedeva davanti al pilota. Venne avviato alla produzione un primo lotto di sette esemplari con questa impostazione, alle volte indicati come F.K.2.
I primi esemplari realizzati non offrirono che un piccolo miglioramento nelle prestazioni rispetto ai B.E.2 per cui il War Office non ritenne necessario inviarli in Francia. L'ordine fu completato con dei modelli interessati da alcune modifiche, nell'impennaggio, con un elemento verticale di nuovo disegno, e nella motorizzazione, sostituendo il Renault per il suo omologo britannico e più potente RAF 1a da 90 hp (67 kW). I due membri dell'equipaggio trovavano sistemazione in un unico abitacolo aperto allungato nel quale i due posti, sempre in tandem, vennero scambiati con il pilota spostato in quello anteriore, soluzione che permise all'osservatore di disporre di un più ampio campo di tiro, anche se furono pochi gli F.K.3 muniti di armamento.
Le prove di volo svolte ad Upavon nel maggio 1916 dimostrarono che l'F.K.3 possedeva delle prestazioni generalmente superiori ai B.E.2c a scapito però di un carico utile inferiore. L'Armstrong Whitworth ottenne quindi un contratto di fornitura per 150 esemplari ai quali se ne assommavano altri 350 da costruire su licenza dalla Hewlett & Blondeau Limited di Luton. Alcuni dei primi esemplari erano caratterizzati dall'adozione di un doppio impianto di scarico che terminava al di sopra dell'ala superiore, stessa impostazione adottata dal B.E.2, sostituito in seguito da uno "a corno di rinoceronte".
Dato che nel periodo di produzione dell'F.K.3 vi era una scarsa disponibilità di motori RAF, dodici velivoli vennero equipaggiati con il più lungo e pesante 6 cilindri in linea Beardmore 120 hp raffreddato a liquido da 120 hp (90 kW). Per poter compensare il peso aggiuntivo l'apertura alare venne incrementata di 2 ft (610 mm), ma anche se la maggior potenza disponibile migliorò la velocità di salita, la velocità massima raggiunta rimase quasi inalterata per cui quando si resero disponibili i motori RAF questi esemplari vennero riconvertiti equipaggiandoli con la motorizzazione inizialmente prevista.

## Impiego operativo
L'F.K.3 iniziò ad essere consegnato agli Squadron RFC presenti sul territorio nazionale in quanto per quelli basati in Francia ed operativi sul fronte occidentale erano destinati i più efficaci F.K.8 e R.E.8. L'unico reparto a riceverne un esemplare fu il No. 47 Squadron RFC basato a Salonicco, in Grecia.
La maggior parte degli F.K.3 vennero utilizzati nel ruolo di aereo da addestramento per la formazione dei nuovi piloti fino alla sua progressiva sostituzione con l'Avro 504.

## Utilizzatori

### Militari
Australia
- Australian Flying Corps
  - No. 3 Squadron AFC - Utilizzato per addestramento.

 Bulgaria
- Sukhopŭtni voĭski na Bŭlgariya
  - Corpo di aviazione dell'esercito

operarono con un esemplare, No. 6219, catturato nel 1917.
 Regno Unito
- Royal Air Force
  - No. 47 Squadron RAF
- Royal Flying Corps
  - No. 43 Squadron RFC
  - No. 47 Squadron RFC
  - No. 53 Squadron RFC
  - No. 55 Squadron RFC
  - No. 63 Squadron RFC